# Фурер Веніамін Якович
Веніамін Якович Фурер (1904, місто Славута, тепер Хмельницької області — 16 вересня 1936, Москва, Російська Федерація) — радянський партійний діяч, журналіст, 1-й секретар Горлівського міського комітету КП(б)У. Член ЦК КП(б)У в січні 1934 — вересні 1936 р.

## Біографія
Народився в єврейській родині приватного повіреного. У 1920 році закінчив комерційне училище та поступив до Київського інституту народного господарства. Того ж року вступив до комсомолу.
Учасник Громадянської війни у Росії. У 1920—1922 роках — помічник начальника трудової дивізії РСЧА.
Член РКП(б) з 1922 року.
У 1922—1923 роках — завідувач агітаційно-пропагандистського відділу Богуславського повітового комітету КП(б)У Київської губернії. У 1923—1924 роках — завідувач інформаційного підвідділу Київського губернського комітету КП(б)У.
У 1924—1925 роках — редактор газет ЦК КП(б)У «Пролетарская правда» і «Радянське село».
У 1925—1927 роках — завідувач газетного підвідділу (сектора друку) агітаційно-пропагандистського відділу ЦК КП(б)У в місті Харкові. З 1927 року — завідувач відділу агітації та пропаганди Харківського окружного комітету КП(б)У.
У 1928—1930 роках — на відповідальній роботі в Комінтерні: перебував на нелегальній роботі в середовищі української еміграції в Польщі.
До 30 березня 1931 року — член бюро та секретаріату Харківського міського комітету КП(б)У.
У 1931—1933 роках — завідувач організаційного відділу Горлівського міського комітету КП(б)У на Донбасі.
У березні 1933 — грудні 1934 року — 1-й секретар Горлівського міського комітету КП(б)У Донецької області. Автор книги «Новая Горловка» (1935).
Зробив великий внесок у розвиток міста. Саме за часів його керівництва у Горлівці з'явилося трамвайне сполучення, був збудований стадіон, велося житлове будівництво. Почалися повальні суботники і недільники, народ будував, асфальтував, озеленяв. Сам Фурер демонстративно працював з лопатою в руках, виводячи на роботу також своїх дружин і двох дочок. У місті були розбиті парки, укладено 12000 квадратних метрів бруківкою, прокладені тротуари та алеї, висаджено 150 тисяч дерев та кущів, був споруджений Горлівський стадіон. Прославився також тим, що створив відносно комфортні (порівняно з іншими місцями) умови життя для шахтарів (однак ця інформація відома з досить некритичних публікацій радянської преси того часу, наприклад, І. Бабеля).
Сприяв висуванню Олексія Стаханова та Микити Ізотова.
У грудні 1934 (лютому 1935) — вересні 1936 року — завідувач відділу культури й пропаганди (культпропу) Московського комітету ВКП(б).
16 вересня 1936 року покінчив життя самогубством у Москві.
Дружина У. Я. Фурера, відома балерина Г. О. Лерхе (1905—1980), яка у той час працювала у театрі «Большой», як член сім'ї «ворога народу», була відправлена на 5 років у табори.

## Публікації
- Фурер В. Я. Новая Горловка. Записки партработника. Партиздат ЦК ВКП(б), 1935.